# Matias Concha
Hernán Matías Arsenio Concha (Vellinge, 31 marzo 1980) è un ex calciatore svedese di origini cilene, di ruolo difensore.

## Carriera
Nato nei pressi di Malmö da una famiglia di origini cilene, è cresciuto nel Kulladals FF per poi entrare nella principale squadra del capoluogo, il Malmö FF.Trascorre le giovanili assieme ad altri celebri calciatori come Zlatan Ibrahimović e Markus Rosenberg. Con la maglia azzurra ha debuttato prima nel campionato di Superettan nel 2000 e poi in quello di Allsvenskan nel 2001.
Nel 2004 si è trasferito al Djurgården, club della capitale Stoccolma con cui ha vinto un titolo nazionale e due Coppe di Svezia. Il suo primo gol nella massima serie è arrivato l'11 maggio 2006 proprio contro la sua ex squadra, il Malmö FF.
Nell'estate 2007 Concha si trasferisce ai tedeschi del Bochum giocando per tre stagioni in 1. Fußball-Bundesliga, fino alla retrocessione in 2. Bundesliga arrivata al termine del campionato 2009-2010. Il 6 dicembre 2010, nel corso del match esterno contro l'Union Berlino, subisce una frattura a tibia e perone che lo costringe ad un lungo periodo di lontananza dai campi. Rientrerà in campo oltre un anno più tardi, con un impiego comunque minimo tra prima e seconda squadra.
Nell'estate 2012 è stato ufficializzato il suo ritorno al Malmö FF: per l'occasione il terzino ha scelto il 23 come numero di maglia, ovvero la sua età nel 2003 quando si separò dal club.
Si è ritirato dal calcio giocato al termine della stagione 2014. Inizialmente si era accordato con il Fortuna FF per diventare vice-allenatore in Division 5, il settimo livello del campionato svedese, ma nel giugno 2015 ha manifestato l'intenzione di intraprendere la carriera di agente. Poco più di un anno più tardi, nell'agosto 2016, è diventato direttore sportivo dell'Öster, squadra che era lanciata verso la promozione dalla terza alla seconda serie nazionale: egli ha lasciato l'incarico prima dell'inizio della Superettan 2018.

## Statistiche

### Cronologia presenze e reti in nazionale
| Cronologia completa delle presenze e delle reti in nazionale ― Svezia | Cronologia completa delle presenze e delle reti in nazionale ― Svezia | Cronologia completa delle presenze e delle reti in nazionale ― Svezia | Cronologia completa delle presenze e delle reti in nazionale ― Svezia | Cronologia completa delle presenze e delle reti in nazionale ― Svezia | Cronologia completa delle presenze e delle reti in nazionale ― Svezia | Cronologia completa delle presenze e delle reti in nazionale ― Svezia | Cronologia completa delle presenze e delle reti in nazionale ― Svezia |
| Data                                                                  | Città                                                                 | In casa                                                               | Risultato                                                             | Ospiti                                                                | Competizione                                                          | Reti                                                                  | Note                                                                  |
| --------------------------------------------------------------------- | --------------------------------------------------------------------- | --------------------------------------------------------------------- | --------------------------------------------------------------------- | --------------------------------------------------------------------- | --------------------------------------------------------------------- | --------------------------------------------------------------------- | --------------------------------------------------------------------- |
| 23-1-2006                                                             | Abu Dhabi                                                             | Giordania                                                             | 0 – 0                                                                 | Svezia                                                                | Amichevole                                                            | -                                                                     |                                                                       |
| 14-1-2007                                                             | Maracaibo                                                             | Venezuela                                                             | 2 – 0                                                                 | Svezia                                                                | Amichevole                                                            | -                                                                     | 73’                                                                   |
| 18-1-2007                                                             | Cuenca                                                                | Ecuador                                                               | 2 – 1                                                                 | Svezia                                                                | Amichevole                                                            | -                                                                     |                                                                       |
| 21-1-2007                                                             | Quito                                                                 | Ecuador                                                               | 1 – 1                                                                 | Svezia                                                                | Amichevole                                                            | -                                                                     | 62’                                                                   |
| 22-8-2007                                                             | Göteborg                                                              | Svezia                                                                | 1 – 0                                                                 | Stati Uniti                                                           | Amichevole                                                            | -                                                                     | 46’                                                                   |
| 13-10-2007                                                            | Vaduz                                                                 | Liechtenstein                                                         | 0 – 3                                                                 | Svezia                                                                | Qual. Euro 2008                                                       | -                                                                     |                                                                       |
| 17-10-2007                                                            | Göteborg                                                              | Svezia                                                                | 1 – 1                                                                 | Irlanda del Nord                                                      | Qual. Euro 2008                                                       | -                                                                     | 47’                                                                   |
| 6-2-2008                                                              | Istanbul                                                              | Turchia                                                               | 0 – 0                                                                 | Svezia                                                                | Amichevole                                                            | -                                                                     | 83’                                                                   |
| Totale                                                                |                                                                       | Presenze                                                              | 8                                                                     |                                                                       | Reti                                                                  | 0                                                                     |                                                                       |

## Palmarès

### Giocatore

#### Competizioni nazionali
- Campionato svedese: 3

Djurgården: 2005
Malmö: 2013, 2014
- Coppa di Svezia: 2

Djurgården: 2004, 2005
- Supercoppa di Svezia: 2

Malmö: 2013, 2014